# Mineral del Chico
Mineral del Chico è una piccola località di 481 abitanti, capoluogo municipale dell'omonimo comune dello stato di Hidalgo, nel Messico centro-meridionale.  Nel 2011 il paesino è stato inserito nella lista del programma Pueblos Mágicos.

## Monumenti e luoghi d'interesse

### Architetture religiose
Al centro del paese, di fronte al municipio, si trova la chiesa consacrata alla Immacolata Concezione (Purísima Concepción). La sua prima edificazione risale al 1569; dopo che questa prima cappella costruita in adobe venne distrutta, fu ricostruita nel 1725 e ristrutturta nel 1819. L'edificio più moderno presenta una facciata in stile neoclassioco con ordine tuscanico, interamente edificata con il tufo estratto dalle montagne della zona.

## Cultura

### Musei

Murale nel cortile del museo

In paese si trova un piccolissimo museo che riporta la storia del villaggio minerario, con fotografie, strumenti, manufatti ed esemplari minerali della vita in miniera.